# Pattonomys
Pattonomys är ett släkte av stora gnagare i familjen lansråttor med flera arter som förekommer i norra Sydamerika. Flera släktmedlemmar listades före 2005 i Echimys eller i andra släkten av samma familj.

## Arter och utbredning
Följande arter ingår i släktet.
- Pattonomys carrikeri, lever i norra Venezuela mellan Maracaibosjön och Barcelona.
- Pattonomys flavidus, är endemisk på Isla Margarita (Venezuela).
- Pattonomys occasius, förekommer öster om Anderna i Ecuador och norra Peru.
- Pattonomys punctatus, har sin utbredning vid mynningen av floderna Orinoco och Río Caura.
- Pattonomys semivillosus, lever i nordöstra Colombia och når möjligen Venezuela.

## Utseende
Den bäst kända arten Pattonomys semivillosus blir utan svans 200 till 268 mm lång, svanslängden är 210 till 261 mm och vikten varierar mellan 194 och 407 g. I ovansidans päls är flera taggar inblandade som ofta har vita spetsar, något som ger ett spräckligt utseende. Arterna har vanligen ett grått huvud och en grå ovansida, ibland med gula nyanser på sidorna och bruna nyanser vid stjärten. Svansen är täckt med fina hår och den har allmänt en rödbrun färg. Honans fyra spenar är ordnade i par och de ligger vid ljumsken. Släktmedlemmarna har flera detaljer av tanduppsättningen gemensam men samma detaljer saknas hos andra lansråttor.

## Ekologi
Exemplaren är aktiva på natten och de klättrar främst i träd. Beroende på art vistas de i regnskogar, galleriskogar eller torra skogar med taggiga växter. Dessa gnagare lever vanligen i låglandet och i kuperade regioner upp till 600 meter över havet men Pattonomys occasius når möjligen högre trakter. Pattonomys semivillosus har frön och frukter som föda.

## Hot
Arterna är sällsynta och det finns endast ett fåtal studier. Nästan alla listas av IUCN med kunskapsbrist (DD). Endast Pattonomys semivillosus klassificeras som livskraftig (LC).